# (63068) Moraes
(63068) Moraes ist ein Asteroid des äußeren Hauptgürtels. Er wurde am 23. November 2000 vom japanischen Amateurastronomen Hiromu Maeno am Observatorium in Shishikui (IAU-Code 342) entdeckt. Shishikui ist 2006 in Kaiyō aufgegangen und liegt in der Präfektur Tokushima auf der Insel Shikoku. Entdeckt wurde der Asteroid bei Aufnahmen der Spiralgalaxie NGC 1637.
Die Sonnenumlaufbahn des Asteroiden ist mit mehr als 27° stark gegenüber der Ekliptik des Sonnensystems geneigt. Die Umlaufbahn um die Sonne hat mit 0,2904 eine hohe Exzentrizität.
Der mittlere Durchmesser von (63068) Moraes wurde mit circa 7 km berechnet, die Albedo von 0,077 (±0,016) weist auf eine dunkle Oberfläche hin.
Der Asteroid wurde am 23. Mai 2005 nach dem portugiesischen Schriftsteller Wenceslau de Morães (1854–1929) benannt, dessen Werke ein genaues Bild vom Leben einfacher Japaner wiedergeben. In der Laudatio zur Benennung wird erwähnt, dass de Morães die Kultur von Tokushima der Welt bekannt gemacht hat. Ebenfalls wird im Widmungstext erwähnt, dass die Entdeckung des Asteroiden von der Japan Spaceguard Association unterstützt wurde. Die Schreibweise „Moraes“ folgt der englischen Schreibweise seines Namens. Der Mondkrater De Moraes hingegen, ein Krater der nördlichen Mondrückseite, war 1979 nach dem brasilianischen Astronomen Abrahão de Moraes benannt worden.